# Guldpannad bladfågel
Guldpannad bladfågel (Chloropsis aurifrons) är en tätting i familjen bladfåglar som förekommer i Sydasien och Sydostasien.

## Kännetecken

### Utseende
Guldpannad bladfågel är en grön fågel med ansikte och strupe inramat i gult. Den har en mörkbrun iris samt svartaktiga fötter och ben. På huvudet syns en orangegul panna och blått mustaschstreck. Ungfågeln har helt grönt huvud och saknar den adulta fågelns svarta inslag. Hos honan är det svarta något mattare än hos hanen.

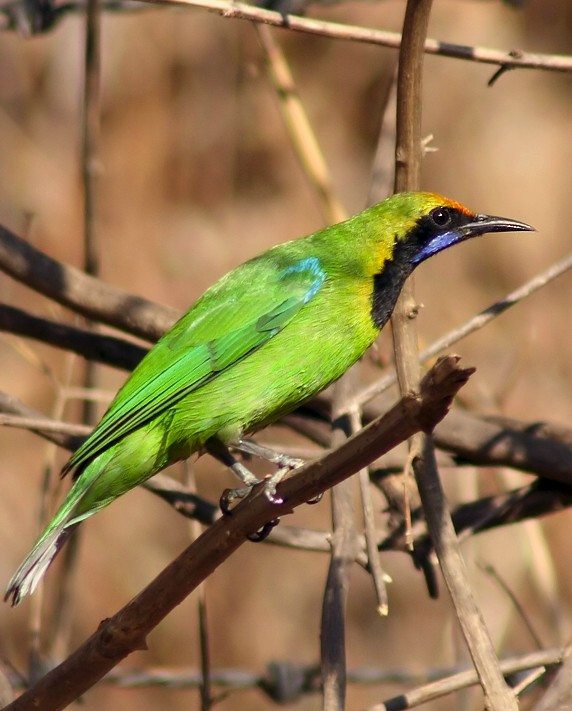
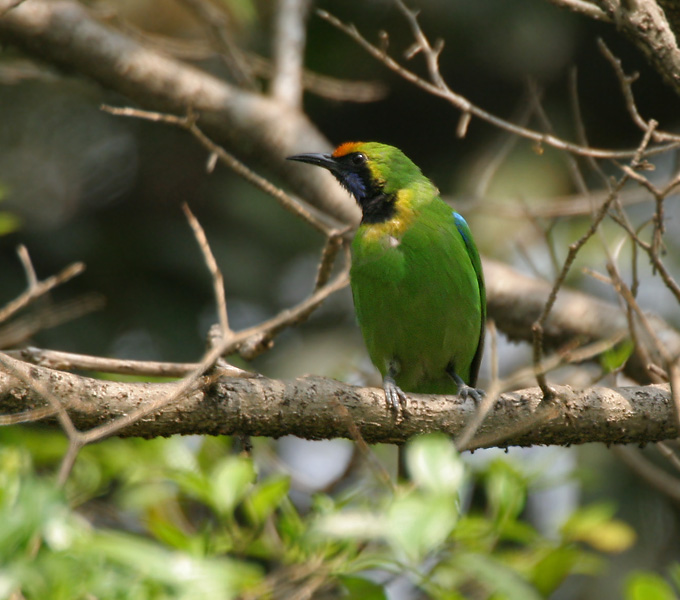
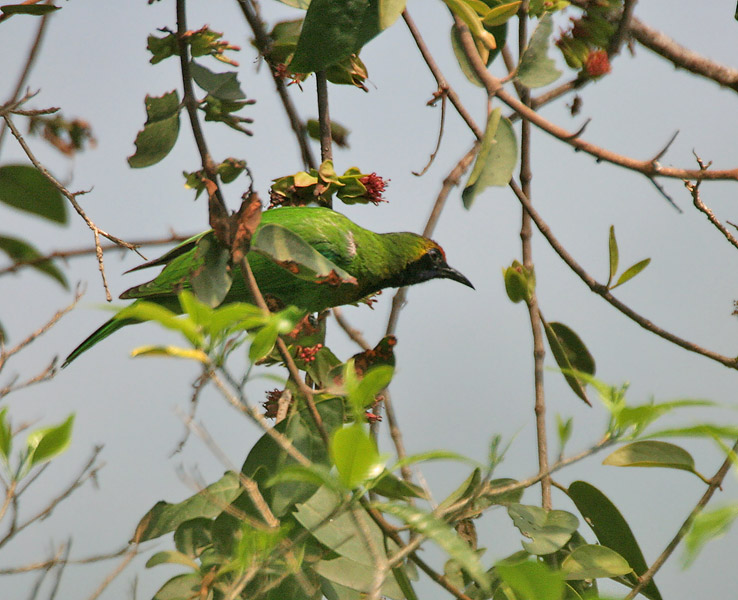
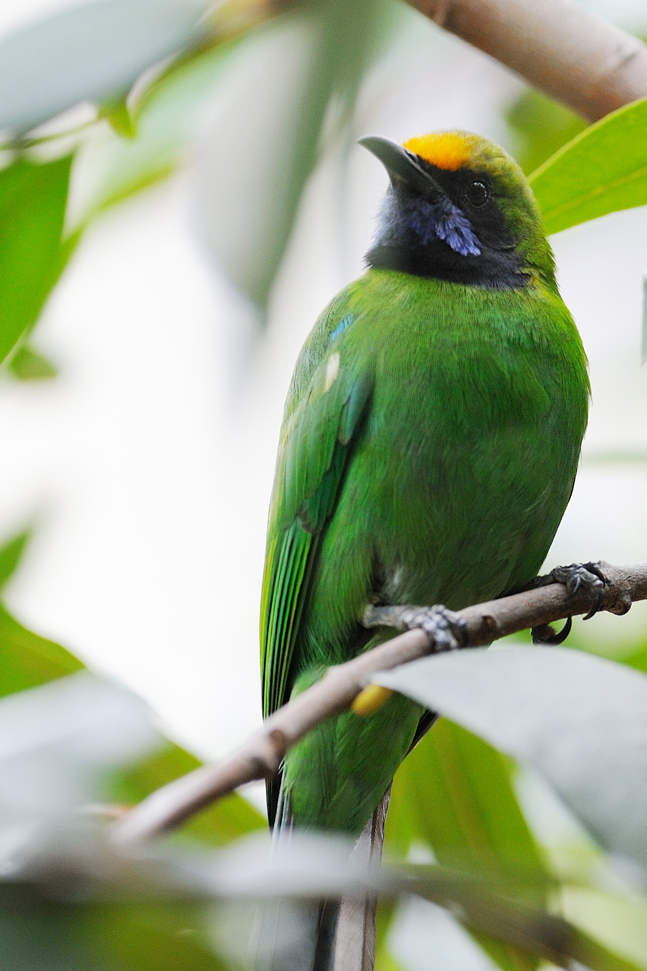

### Läten
Guldpannade bladfågelns sång består av stigande och fallande fylliga kvittringar likt hos en bulbyl. Lätet inkluderar hesa viskningar. Arten har noterats andra fåglar.

## Utbredning och systematik
Guldpannad bladfågel delas in i sex underarter med följande utbredning:
- Chloropsis aurifrons aurifrons – förekommer från Himalaya och nordöstra Indien till Myanmar
- Chloropsis aurifrons frontalis – förekommer på indiska halvön
- Chloropsis aurifrons insularis – förekommer i sydvästra Indien (Travancore) och Sri Lanka
- Chloropsis aurifrons pridii – förekommer från sydvästra Kina (södra Yunnan) till södra Burma, norra Thailand och norra Laos
- Chloropsis aurifrons inornata – förekommer från centrala och sydöstra Thailand till Kambodja och södra Vietnam
- Chloropsis aurifrons incompta – förekommer i sydvästra Thailand och södra Indokina

Tidigare behandlades sumatrabladfågeln (C. media) som en underart.

## Levnadssätt
Guldpannad bladfågel är en vanligt förekommande fågel i skog och buskmark. Den bygger sitt bo i ett träd och lägger där två till tre ägg. Fågeln lever insekter och bär.

## Status och hot
Arten har ett stort utbredningsområde och en stor population med stabil utveckling och tros inte vara utsatt för något substantiellt hot. Utifrån dessa kriterier kategoriserar internationella naturvårdsunionen IUCN arten som livskraftig (LC). Världspopulationen har inte uppskattats men den beskrivs som ganska vanlig eller vanlig i stora delar av utbredningsområdet.